# Sluispolder (Maassluis)
Het waterschap Sluispolder was een waterschap in de gemeenten Maasland en Maassluis, in de Nederlandse provincie Zuid-Holland.
Het waterschap was verantwoordelijk voor de waterhuishouding in de polder. De Wippersmolen hield bijna twee eeuwen lang de polder droog, maar draait tegenwoordig slechts voor de sier omdat in 1926 het binnenwerk is uitgebroken. Een gemaal in de oude waterloop bemaalt sindsdien de polder.